# Campeonato Europeo de Halterofilia de 1991
El LXX Campeonato Europeo de Halterofilia se celebró en dos sedes: las competiciones masculinas en Władysławowo (Polonia) entre el 24 y el 31 de mayo y las femeninas en Varna (Bulgaria) entre el 24 y el 30 de julio de 1991, bajo la organización de la Federación Europea de Halterofilia (EWF), la Federación Polaca de Halterofilia y la Federación Búlgara de Halterofilia.

## Medallistas

### Masculino
| Evento  | Oro                                               | Plata                                                | Bronce                                          |
| ------- | ------------------------------------------------- | ---------------------------------------------------- | ----------------------------------------------- |
| 52 kg   | Traian Cihărean · Rumania · 115,0 + 140,0 = 255,0 | Sevdalin Minchev Bulgaria 110,0 + 142,5 = 252,5      | Halil Mutlu Turquía 105,0 + 135,0 = 240,0       |
| 56 kg   | Hafız Süleymanoğlu Turquía 125,0 + 147,5 = 272,5  | Viktor Siniak URSS 125,0 + 145,0 = 270,0             | Ivan Ivanov Bulgaria 115,0 + 150,0 = 265,0      |
| 60 kg   | Nikolai Peshalov Bulgaria 137,5 + 165,0 = 302,5   | Yurik Sarkisian URSS 130,0 + 160,0 = 290,0           | Attila Czanka · Hungría · 130,0 + 157,5 = 287,5 |
| 67,5 kg | Yoto Yotov Bulgaria 155,0 + 185,0 = 340,0         | Israyel Militosian URSS 152,5 + 185,0 = 337,5        | Andreas Behm · Alemania · 137,5 + 180,0 = 317,5 |
| 75 kg   | Andrei Socaci · Rumania · 157,5 + 192,5 = 350,0   | Rumen Stoyanov Bulgaria 150,0 + 195,0 = 345,0        | Tudor Casapu URSS 152,5 + 192,5 = 345,0         |
| 82,5 kg | Altymurat Orazdurdyyev URSS 172,5 + 202,5 = 375,0 | Plamen Bratoichev Bulgaria 165,0 + 195,0 = 360,0     | Sunay Bulut Turquía 160,0 + 200,0 = 360,0       |
| 90 kg   | Ivan Chakarov Bulgaria 180,0 + 210,0 = 390,0      | Sławomir Zawada · Polonia · 177,5 + 210,0 = 387,5    | Ali Eroğlu Turquía 162,5 + 192,5 = 355,0        |
| 100 kg  | Igor Sadykov URSS 185,0 + 220,0 = 405,0           | Viktor Tregubov URSS 180,0 + 212,5 = 392,5           | Petar Stefanov Bulgaria 170,0 + 202,5 = 372,5   |
| 110 kg  | Artur Akoyev URSS 185,0 + 235,0 = 420,0           | Piotr Banaszak · Polonia · 182,5 + 210,0 = 392,5     | Andor Szanyi · Hungría · 165,0 + 207,5 = 372,5  |
| +110 kg | Leonid Taranenko URSS 200,0 + 247,5 = 447,5       | Manfred Nerlinger · Alemania · 185,0 + 237,5 = 422,5 | Serguei Guniashev URSS 190,0 + 225,0 = 415,0    |

1. 1 2 3  Arrancada (kg) + dos tiempos (kg) = total olímpico (kg).

### Femenino
| Evento   | Oro                                | Plata                          | Bronce                           |
| -------- | ---------------------------------- | ------------------------------ | -------------------------------- |
| 44 kg    | Csilla Földi · Hungría ·           | Danila Manca · Italia ·        | Pepa Demireva Bulgaria           |
| 48 kg    | Izabela Rifatova Bulgaria          | Donka Mincheva Bulgaria        | María Dolores Sotoca · España ·  |
| 52 kg    | Zhaneta Gueorguieva Bulgaria       | Siika Stoeva Bulgaria          | Anna Strumbu · Grecia ·          |
| 56 kg    | Neli Yankova Bulgaria              | Monserrat Rodríguez · España · | Sandra Gómez · España ·          |
| 60 kg    | María Jristoforidu · Grecia ·      | Daniela Kerkelova Bulgaria     | Véronique Roche Francia          |
| 67,5 kg  | Jeanette Rose Reino Unido          | Mária Takács · Hungría ·       | Susanna Samuelsson · Finlandia · |
| 75 kg    | Milena Trendafilova Bulgaria       | Panayota Antonopulu · Grecia · | Line Mary Francia                |
| 82,5 kg  | Karoliina Leppäluoto · Finlandia · | Veronika Tóbiás · Hungría ·    | Veneta Guenova Bulgaria          |
| +82,5 kg | Erika Takács · Hungría ·           | Soňa Vašíčková Checoslovaquia  | Sylvie Iskin Francia             |

## Medallero
| Núm. | País           | Oro | Plata | Bronce | Total |
| ---- | -------------- | --- | ----- | ------ | ----- |
| 1    | Bulgaria       | 7   | 6     | 4      | 17    |
| 2    | URSS           | 4   | 4     | 2      | 10    |
| 3    | Hungría        | 2   | 2     | 2      | 6     |
| 4    | Rumania        | 2   | 0     | 0      | 2     |
| 5    | Grecia         | 1   | 1     | 1      | 3     |
| 6    | Turquía        | 1   | 0     | 3      | 4     |
| 7    | Finlandia      | 1   | 0     | 1      | 2     |
| 8    | Reino Unido    | 1   | 0     | 0      | 1     |
| 9    | Polonia        | 0   | 2     | 0      | 2     |
| 10   | España         | 0   | 1     | 2      | 3     |
| 11   | Alemania       | 0   | 1     | 1      | 2     |
| 12   | Italia         | 0   | 1     | 0      | 1     |
| 12   | Checoslovaquia | 0   | 1     | 0      | 1     |
| 14   | Francia        | 0   | 0     | 3      | 3     |
|      | TOTAL          | 19  | 19    | 19     | 57    |